# ブラッド・エンジェル
『ブラッド・エンジェル』は、アンドリュー・クイント監督による2006年公開のアメリカ合衆国の映画。

## キャスト
役名、俳優、日本語吹替。
- ケイトリン - ケリー・フー（本田貴子）
- クイン - デヴォン・サワ（桐本琢也）
- レオナルド - ケン・フォリー（内海賢二）
- キャンディ - カレン・マクスウェル（小林さやか）
- ニック - スティーヴン・シャブ（三上哲）
- ジェゼベル - ドーン・オリヴィエリ
- 座頭市 - ケン・オハラ（後藤淳一）
- その他の日本語吹替 - 八木かおり、いのこざゆき、渡辺惇、斎藤寛仁、野川雅史